# Alvaro da Cordova
Alvaro da Cordova (... – Cordova, 19 febbraio 1420 circa) è stato un religioso spagnolo.

## Biografia
Divenuto domenicano nel 1368, fu predicatore in Andalusia, Palestina e Italia, poi confessore di Caterina di Lancaster, regina di Castiglia.
Promosse il ripristino delle osservanze regolari e fu scelto per presiedere il movimento di riforma.
Con l'aiuto di Caterina di Lancaster, nel 1413 fondò il monastero Sacra Coeli a Cordova.

## Il culto
L'iconografia del beato è ispirata all'episodio di un infermo abbandonato da lui trasportato in convento che gli apparve nelle sembianze di Gesù.
Papa Benedetto XIV, con decreto del 22 settembre 1741, ne confermò il culto con il titolo di beato.
Il suo elogio si legge nel martirologio romano al 19 febbraio.